# You Only Tell Me You Love Me When You're Drunk
You Only Tell Me You Love Me When You're Drunk è una canzone dei Pet Shop Boys, pubblicata come terzo singolo dal loro album Nightlife nel 2000. Contrariamente ai suoi due predecessori (I Don't Know What You Want but I Can't Give It Any More e New York City Boy), il brano ottenne maggior successo in madrepatria che negli Stati Uniti: difatti il brano entrò nella Top10 della Official Singles Chart, piazzandosi alla posizione numero 8, ma non riuscì neppure a comparire nella classifica americana Billboard Hot 100.
Il singolo fu pubblicato in 3 formati con 3 diverse copertine: il disco 1 raffigurante Neil Tennant, il disco 2 raffigurante Chris Lowe e il disco 3 che raffigura entrambi. Successivamente venne pubblicato un box contenente tutti e 3 i dischi.
Il brano, soprattutto per il suo genere country-acustico (la chitarra a pedale venne suonata dal celebre B. J. Cole), venne eseguito non solo durante il Nightlife Tour ma anche durante il Release World Tour.

## Il brano
Forte è la impronta country, una vera e propria rarità per i canoni dei Pet Shop Boys. Il testo è volutamente ispirato ad un evento realmente accaduto a Neil Tennant

## Tracce

### UK Promo CD single: EMI - Neil Tennant e Chris Lowe
1. "You only tell me you love me when you're drunk"
2. "Lies"
3. "Sail Away"
4. "You only tell me you love me when you're drunk" (video)

### UK CD single: Parlophone - Neil Tennant
1. "You only tell me you love me when you're drunk" (Live)
2. "Always on My Mind" (Live)
3. "Being Boring" (live)

### UK CD remix single: EMI - Chris Lowe
1. "You only tell me you love me when you're drunk" (The T-Total Mix)
2. "You only tell me you love me when you're drunk" (Brother Brown's Newt Mix)
3. "You only tell me you love me when you're drunk" (Attaboy Still Love You When We're Sober Mix)

### UK Parlophone disco da un brano-remix: Parlophone
1. "You only tell me you love me when you're drunk" (Brother Brown's Newt Mix)

## Classifiche
| Classifica (1999/00) | Posizione massima |
| -------------------- | ----------------- |
| Germania             | 29                |
| Paesi Bassi          | 42                |
| Regno Unito          | 8                 |
| Svezia               | 45                |
| Svizzera             | 74                |